# リトル・インディア駅
リトル・インディア駅（NE7/DT12:Little India MRT Station）は、シンガポールにある、MRT北東線とダウンタウン線の地下駅。

## 駅名の由来
駅周辺がリトル・インディアと呼ばれるインド系住民の居住エリアであることから。

## 駅構造
島式1面2線のホームを持つ駅。
| A | ■北東線 | ハーバー・フロント方面 |
| B | ■北東線 | プンゴル方面           |

## 歴史
北東線
リトル・インディア駅は、1996年3月4日にマー・ボウ・タン通信大臣によって、他の15の北東線駅と共に「ケンダン・ケルバウ駅」（マレー語:　「水牛の囲い」）として最初に発表された。本駅が2003年6月20日に開業された。
ダウンタウン線
2008年6月15日に、LTAは本駅がダウンタウン線第２期の一部として最初に発表された。。 本駅のダウンタウン線ホームが2015年12月27日に開業された。